# 米羅希鄉
44°24′05″N 24°56′40″E / 44.4013°N 24.9445°E
米羅希鄉（羅馬尼亞語：Comuna Miroși, Argeș），是羅馬尼亞的鄉份，位於該國中南部，由阿爾傑什縣負責管轄，面積48平方公里，海拔高度162米，2007年人口2,672，人口密度每平方公里56人。